# Concepcion (Iloilo)
Concepcion è una municipalità di quarta classe delle Filippine, situata nella Provincia di Iloilo, nella Regione del Visayas Occidentale.
Concepcion è formata da 25 baranggay:
- Aglosong
- Agnaga
- Bacjawan Norte
- Bacjawan Sur
- Bagongon
- Batiti
- Botlog
- Calamigan
- Dungon
- Igbon
- Jamul-Awon
- Lo-ong
- Macalbang

- Macatunao
- Malangabang
- Maliogliog
- Niño
- Nipa
- Plandico
- Poblacion
- Polopina
- Salvacion
- Talotu-an
- Tambaliza
- Tamis-ac